# Matière dégénérée
On dit de la matière qu'elle est dégénérée lorsque sa densité est suffisamment élevée pour que le principe d'exclusion de Pauli  intervienne à l'échelle macroscopique, ce qui a pour conséquence de modifier la relation qui lie normalement la pression et le volume d'un gaz avec sa température. 
À partir d'une certaine pression (ou d'une certaine densité), la matière est déstructurée et se comporte comme un gaz. Elle subit alors une force, exercée par ses électrons, qui s'oppose à sa contraction et empêche sa densité d'augmenter, la pression de dégénérescence. Cet état de la matière se rencontre à l'état naturel dans les étoiles, plus particulièrement dans les étoiles en fin de vie que sont les naines blanches et les étoiles à neutrons. On rencontre aussi la matière dégénérée dans l'hydrogène métallique.

## Principe général

Le niveau de Fermi.

Le principe d'exclusion de Pauli interdit à deux électrons d'être dans le même état quantique, dont les deux variables sont le spin, de valeur +½ ou -½, et le niveau d'énergie, qui correspond à une orbitale autour du noyau atomique. Or, lorsque la densité de la matière augmente, certaines orbitales finissent par se juxtaposer avec celles d'atomes voisins. La pression de dégénérescence s'exerce lorsque les orbitales concernées sont effectivement occupées par des électrons : les atomes ne peuvent plus se rapprocher davantage sans violer le principe d'exclusion. Ainsi, lorsque la matière est dans un état dégénéré, elle n'obéit plus à la loi des gaz parfaits qui veut que le volume d'un gaz diminue lorsque sa température baisse, la pression de dégénérescence empêchant la matière de se contracter au-delà d'un seuil de densité.
La pression de dégénérescence s'exerce aussi sur la matière à l'état de plasma car il existe une expression générale du principe d'exclusion de Pauli qui s'applique aux fermions libres (voir Gaz de Fermi).